# 奥正史
奥 正史（おく まさふみ、3月11日 - ）は、日本の男性声優。千葉県出身。以前はアミュレート、ぐるーぷ・インパクトに所属していた。

## 出演

### テレビアニメ
- 家庭教師ヒットマンREBORN!（戦闘員）
- はなかっぱ（もりおに、コケヤンの父）
- マギ（盗賊C、学生A、警備員、観客C）
- 遊☆戯☆王5D's（囚人、収容者、プレイヤー、警備員、観客、クラスメイト、ジャーナリスト、宣教師、記者、セキュリティ、係員、浮浪者、秘書、住人、盗賊C）

### ゲーム
- DISORDER6（2013年）

### 映画
- エピックピクチャー鮮血の聖女（中山俊也）

### 舞台
- 劇団気球計画
  - ゆりかごでお留守番
- プラネットランナー
  - 雪月花